# Volvo Serie 900
Die Volvo Serie 900 bezeichnet eine Reihe von Pkw-Modellen des schwedischen Automobilherstellers Volvo, die der oberen Mittelklasse angehören und von Sommer 1990 bis Frühjahr 1998 hergestellt wurden.
Wie schon die Vorgänger aus der Serie 200 und Serie 700 gelten die Fahrzeuge der Reihe 900 aufgrund der robusten Motoren, korrosionsbeständigen Karosserien und wartungsarmer Technik als sehr solide und langlebig.

## Modellgeschichte

### Allgemeines
Die Volvo 900er-Serie wurde im Herbst 1990 als Weiterentwicklung der 700er-Serie eingeführt und löste diese im Spätsommer 1992 vollständig ab. Nach dem Erfolg der 740/760-Modelle, insbesondere der Kombivarianten, sah sich Volvo gezwungen, ein neues Oberklasse-Modell für die 1990er-Jahre zu entwickeln. Die charakteristischen, kantigen Linien der Vorgängermodelle waren nahezu ein Markenzeichen von Volvo und spiegelten die Werte Zuverlässigkeit, Solidität und Sicherheit wider. Eine grundlegende Änderung der Designrichtung war daher nicht erforderlich. 
Die 900er-Serie übernahm das Plattformkonzept und wesentliche Teile der Technik der 740/760, jedoch mit umfangreichen Modifikationen. Die Limousine erhielt eine neu entwickelte Hinterradaufhängung mit unabhängigen Rädern und einer Mehrlenker-Konstruktion (Multilink I), während der Kombi die Starrachse der 700er-Serie beibehielt. Neue Motoren der modularen Generation mit 4, 5 oder 6 Zylindern in Reihenanordnung, 4 Ventilen pro Zylinder und zwei Nockenwellen wurden eingeführt. Die Karosserie behielt die zentrale Struktur der 740/760, wurde jedoch deutlich überarbeitet. 
Bei der Limousine wurde die Heckpartie komplett neu gestaltet, mit einem stärker geneigten hinteren Seitenfenster, das besser mit dem höheren Heck abschloss. Der Frontbereich erhielt eine strömungsgünstigere Gestaltung mit schlankeren Scheinwerfern, einem neuen Kühlergrill und einem überarbeiteten Motorhaubendesign. Die Stoßstangen waren neu und besser in das Gesamtdesign integriert. Die Innenräume wurden komplett neu gestaltet und entsprachen den höchsten Sicherheitsstandards der Zeit, mit aktiven Kopfstützen, einer mittleren Rücksitzgurt mit Straffer und integrierten Kindersitzen. Die Kombivariante, die alle Änderungen der Limousine (Front, Stoßstangen, Innenraum, Sicherheitsausstattung, Motoren) übernahm, behielt die Heckpartie der Vorgängermodelle bei, da diese besonders erfolgreich war.
Das erste Modell der Serie, die Volvo 960, wurde im August 1990 eingeführt. Die 960er-Modelle waren mit den 940ern weitgehend baugleich, verfügten jedoch über eine umfangreichere Ausstattung und wurden stets mit den leistungsstärksten Motoren für den jeweiligen Markt ausgerüstet. In Deutschland waren die 2,3-Liter-Turbo-Benziner und 2,4-Liter-Turbo-Diesel nicht erhältlich.
Die 960er waren mit den 940er-Modellen weitgehend baugleich, hatten jedoch eine umfangreichere Ausstattung und wurden stets mit den stärksten für den jeweiligen Markt vorgesehenen Motoren ausgerüstet, wobei die 2,3-Liter-Turbo-Benziner und 2,4-Liter-Turbo-Diesel in Deutschland nicht erhältlich waren. Zudem waren die 960-Limousinen mit einer aufwendigen Mehrlenker-Hinterachse Multilink I ausgerüstet, während die Kombis wie die 940er die Starrachse beibehielten.

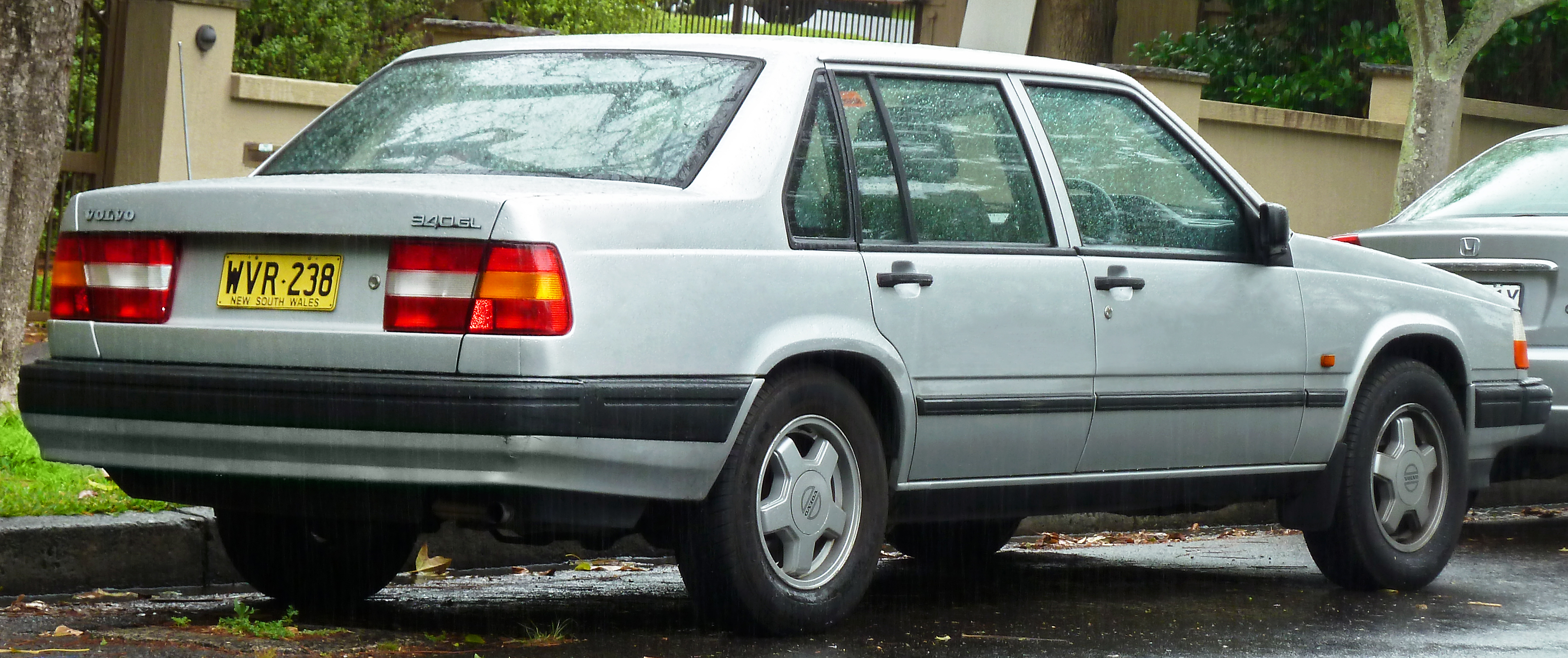
Heckansicht eines Volvo 940
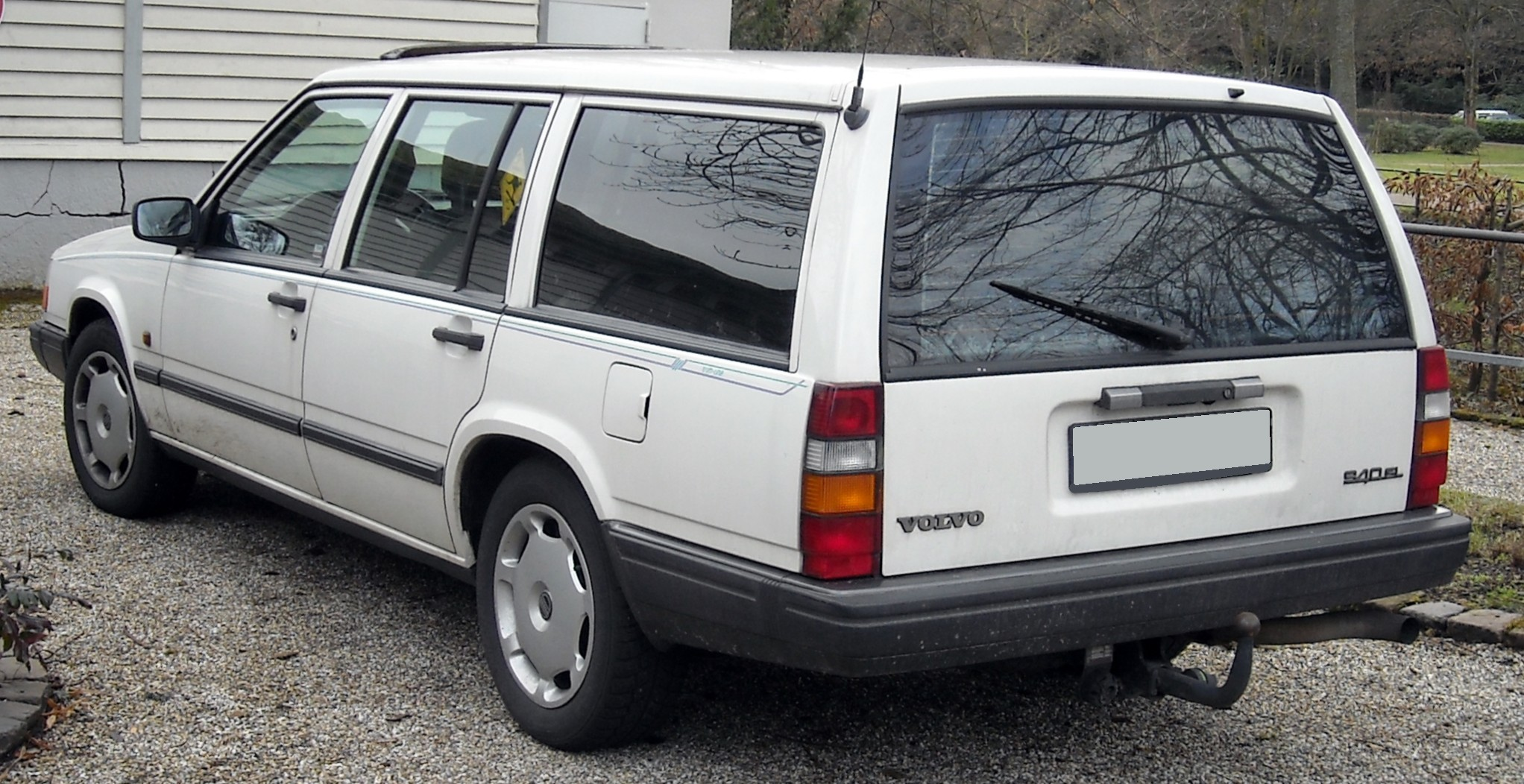
Volvo 940 Kombi (1990–1994)
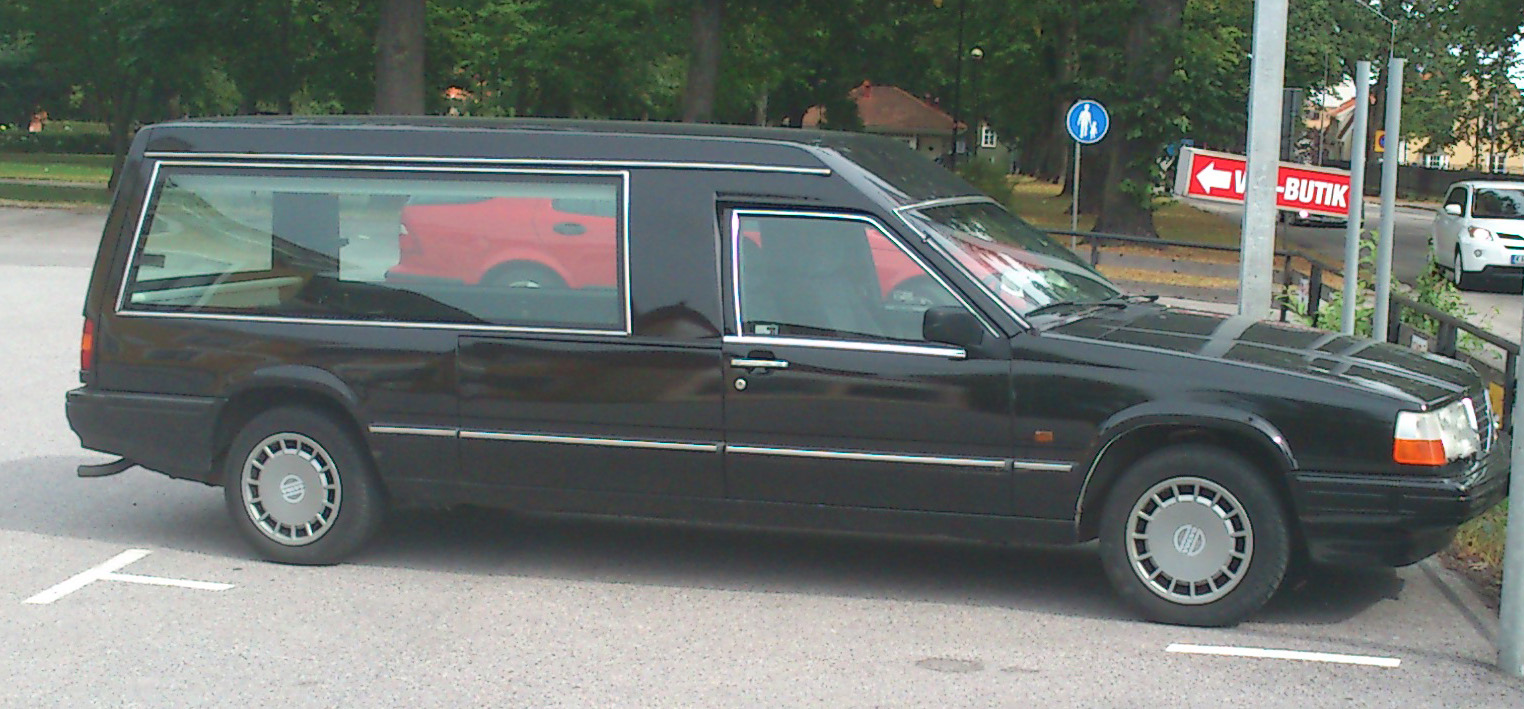
Volvo-940-Leichenwagen
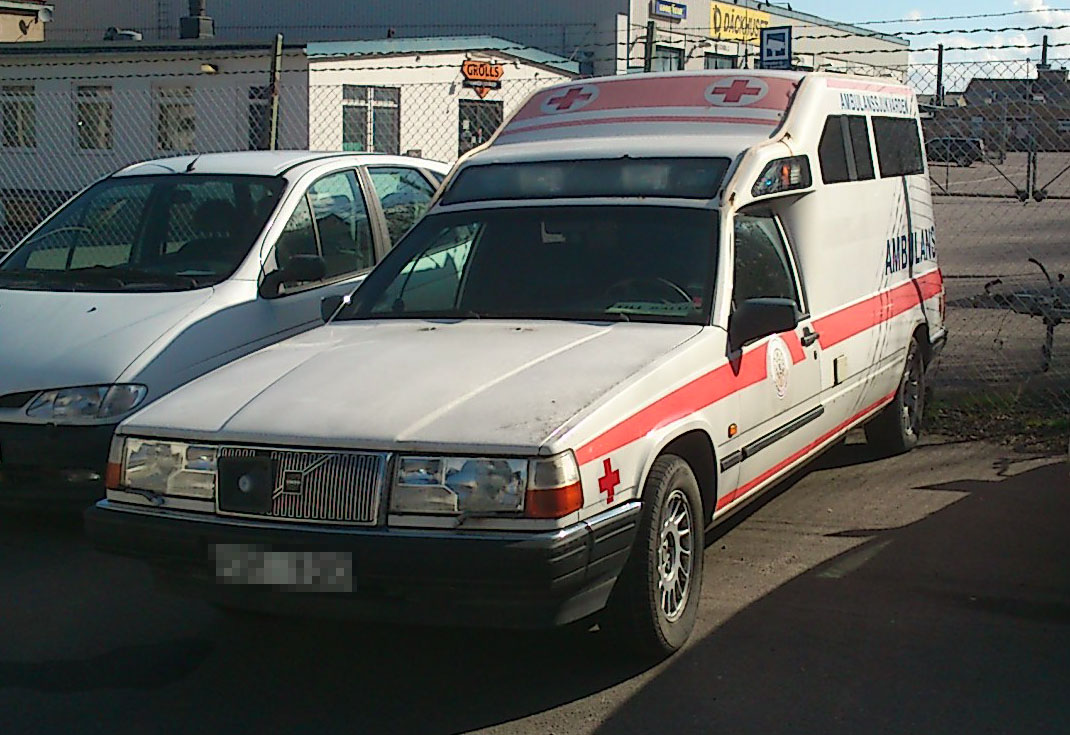
Volvo-960-Ambulanzfahrzeug

### Modellpflege
Im Sommer 1994 wurde eine stärkere optische Differenzierung zwischen den Baureihen 940 und 960 vorgenommen. Die Änderungen waren so umfangreich, u. a. gab es eine vollständig geänderte, strömungsgünstigere Frontpartie, so dass die betreffenden 960er auch als „960 II“ bezeichnet werden.
Zu diesem Zeitpunkt erhielt die Baureihe 960 auch eine völlig neu konstruierte Mehrlenker-Hinterachse Multilink II mit querliegender Blattfeder aus glasfaserverstärktem Kunststoff, Zusatzfedern sowie Stoßdämpfern mit automatischer Niveauregulierung. Diese Hinterachse wurde sowohl in der Limousine als auch im Kombi verwendet.

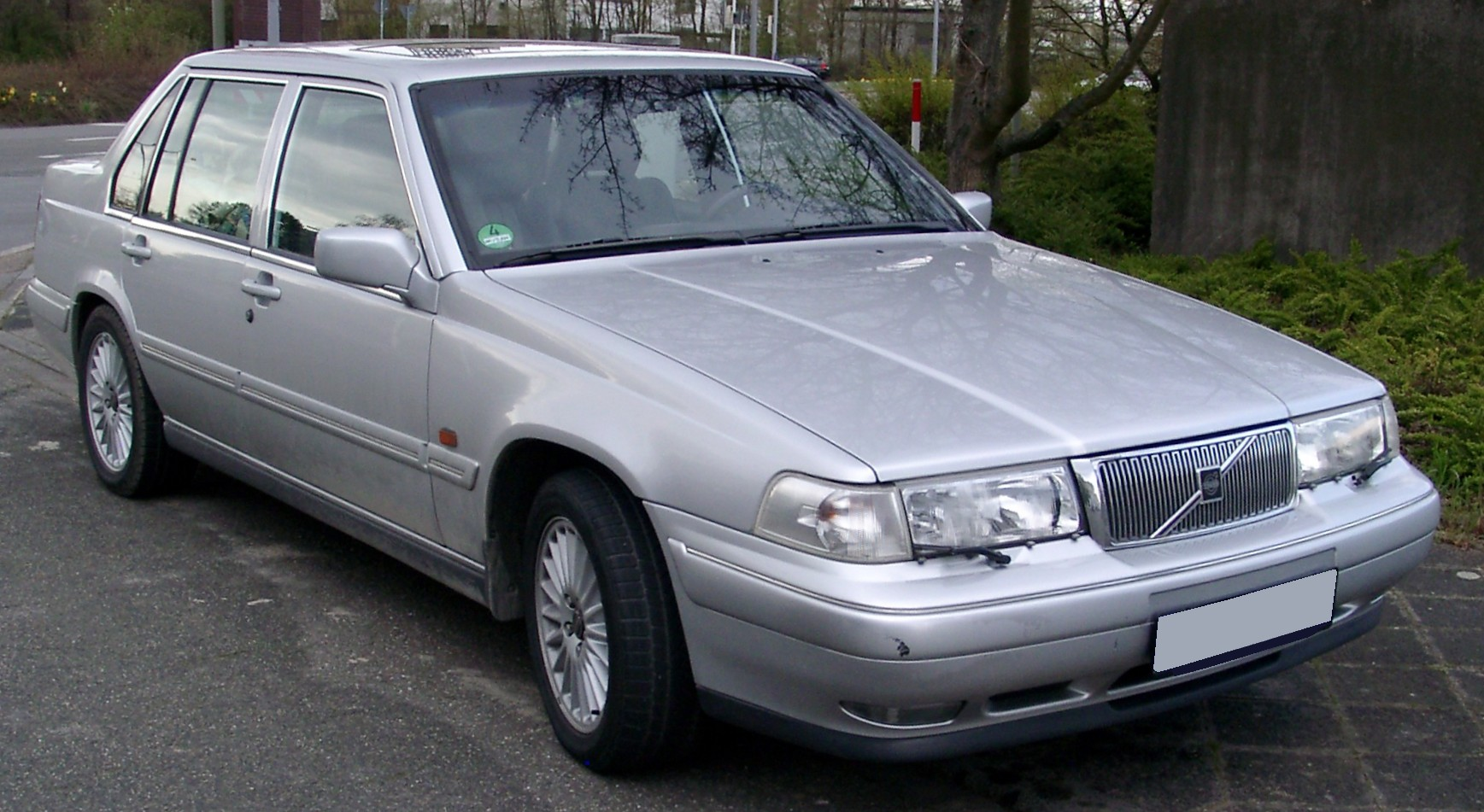
Volvo 960 (1994–1996)
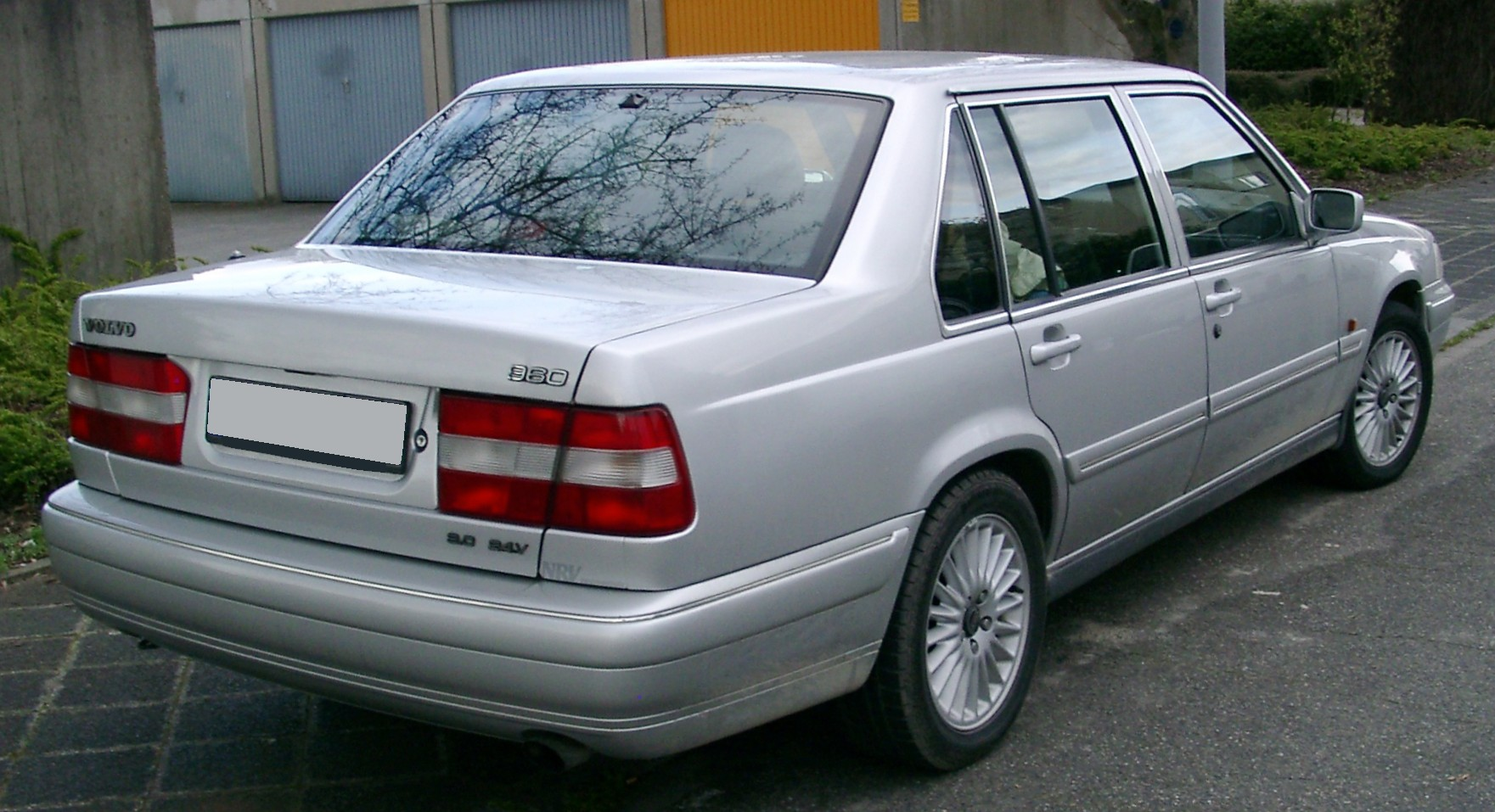
Heckansicht des Volvo 960
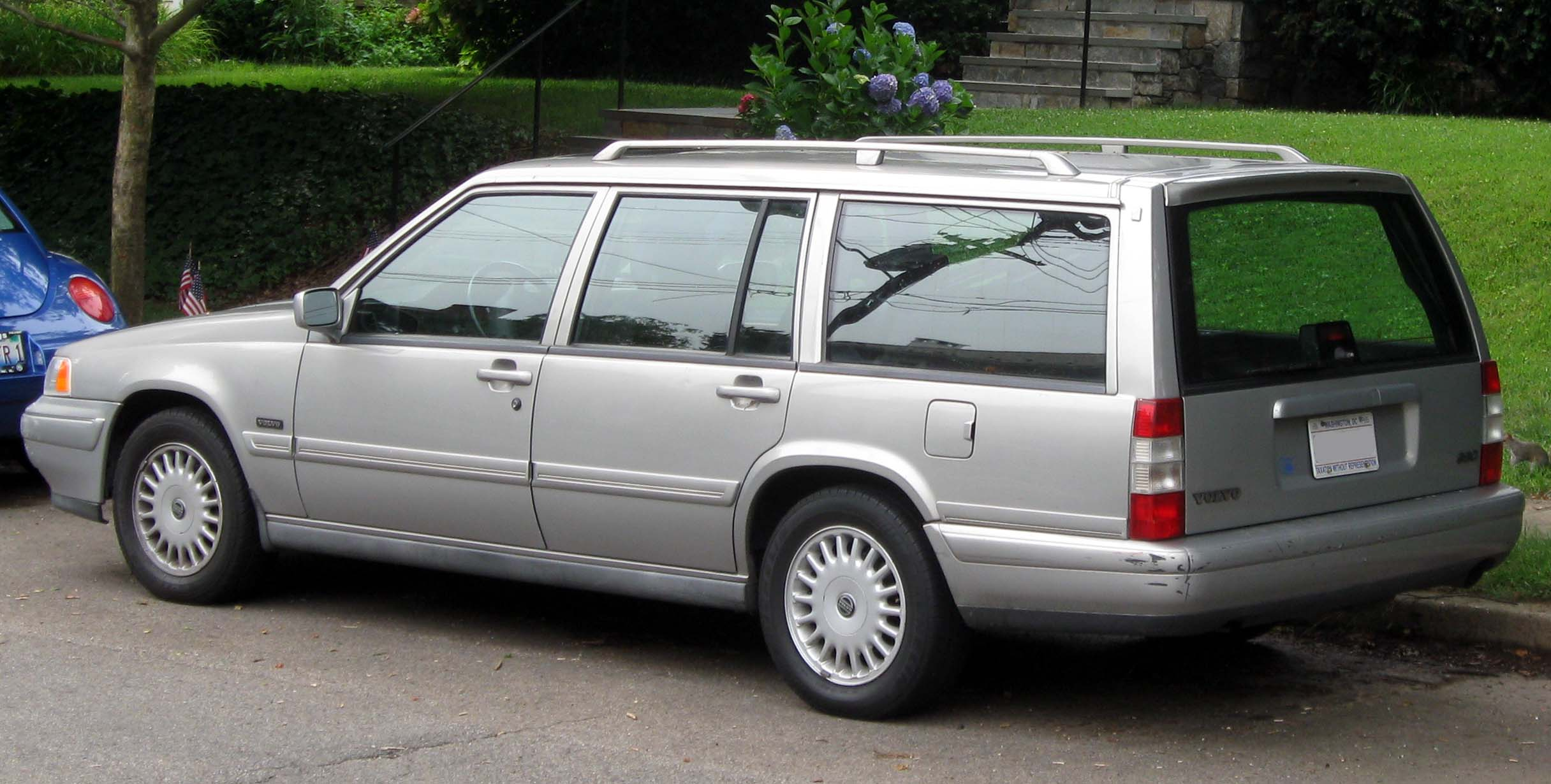
Volvo 960 Kombi (1994–1996)
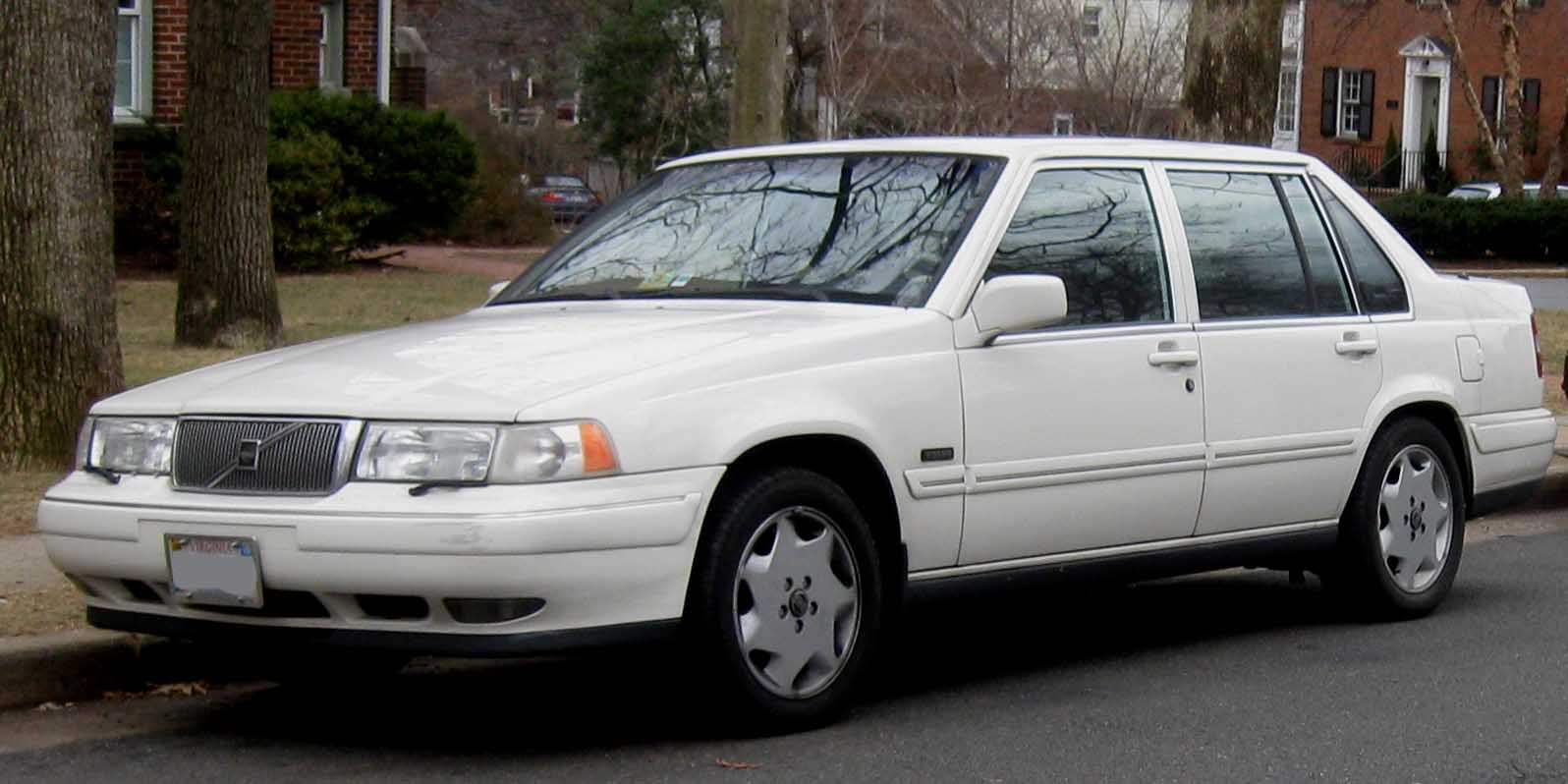
Volvo S90 (1996–1998)
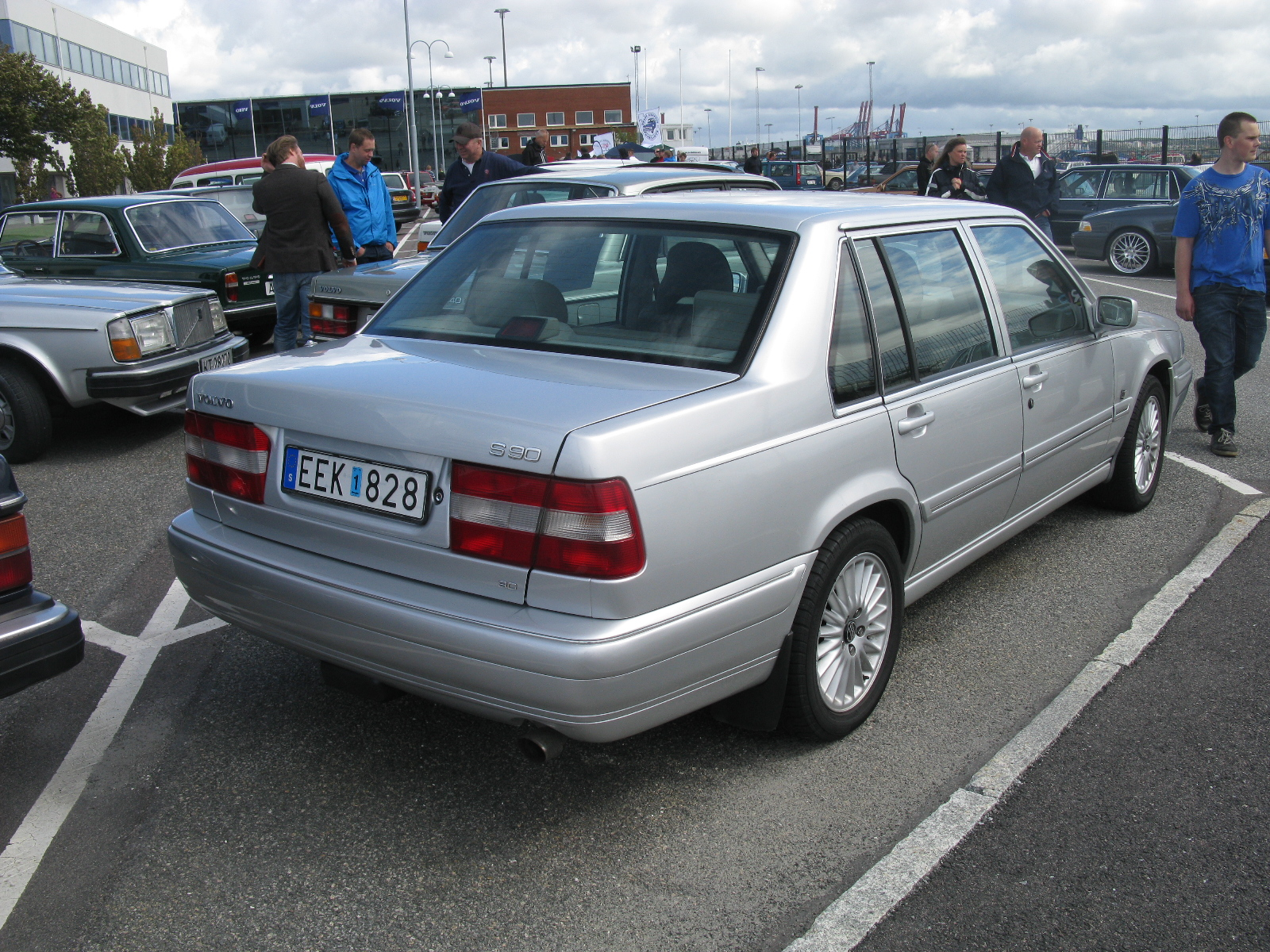
Heckansicht
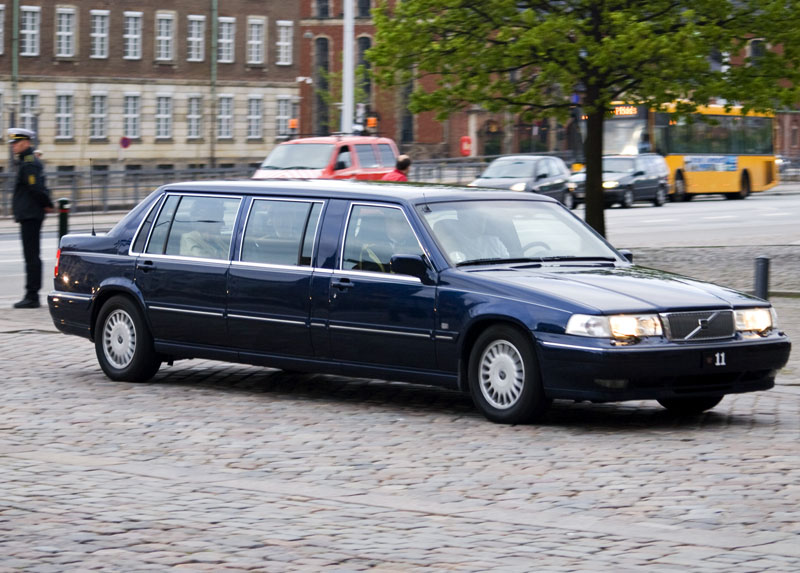
Volvo S90 Pullman des dänischen Königshauses

### 940 "Classic"
In den letzten Monaten der Modelllaufzeit bot Volvo in einigen Ländern, darunter Deutschland, ein Sondermodell unter der Bezeichnung 940 "Classic" an. Die Classic-Modelle waren standardmäßig mit einigen Dingen ausgestattet, die zuvor Sonderausstattung waren. Hierzu gehörten u. a. ABS, zusätzliche Airbags, manuelle Klimaanlage, Velours-Leder, elektrische Fensterheber und elektrisch verstellbare und beheizte Außenspiegel. Äußerlich sind die Classic-Modelle an weißen statt orange-weißen Streuscheiben für Blinker und Standlicht erkennbar. 
Weiter wurden geänderte Stoßfänger verwendet, bei denen die Oberseite mit einer in Wagenfarbe lackierten Leiste bedeckt ist. Außerdem wurde an den bei den Kombimodellen an den hinteren Seitenteilen zwischen hinterem Radhaus und den Rückleuchten eine in Wagenfarbe lackierte Zierleiste eingefügt. Diese Änderung machte auch geringfügig geänderte Rückleuchtencluster erforderlich.

## Typenbezeichnung
Die 900er-Serie umfasste zunächst die Fahrzeugtypen 940 und 960: Die Bezeichnungen stehen in der Regel für die Anzahl der Zylinder des Motors (940: Vierzylinder; 960: Sechszylinder).
Ende 1996 veränderte Volvo die Verkaufsbezeichnungen seiner Modelle: Die Kombis wurden fortan als „V“ (für Versatility = engl. für Vielseitigkeit), die Limousinen als „S“ (für Sedan = engl. für Limousine) bezeichnet. Die jeweils nachfolgende zweistellige Zahl steht für die Baureihe (z. B. S40, V70). Aus der 960 Limousine wurde so der S90, aus dem 960 Kombi der V90. Allerdings gibt es auch Fahrzeuge, die während des Modelljahres 1997 gebaut wurden, aber dennoch die Typenbezeichnung 960 tragen.
Unterscheiden lässt sich der S90/V90 vom 964/965 anhand von Kleinigkeiten, z. B. durch die Anordnung der Sitzheizungsschalter. Diese sind nicht mehr hintereinander in Fahrtrichtung angeordnet, sondern befinden sich links und rechts vor dem Automatikwählhebel.
Der 940 war von der Änderung der Typenbezeichnungen nicht betroffen. Er wurde bis zum Ende der Produktion unter der bisherigen Bezeichnung verkauft. In Italien wurde er unter der Bezeichnung „Polar“ angeboten. In der Schweiz und in den Benelux-Ländern bezeichnete „Polar“ eine Ausstattungslinie des Volvo 940.

## Technik

### Allgemeines
Die 960-Limousinen waren mit einer aufwendigen Mehrlenker-Hinterachse mit der Bezeichnung Multilink I ausgerüstet. Diese Achse war auch schon in den Limousinen des Volvo 760 verwendet worden. Die 940-Limousine sowie alle Kombis mit Ausnahme des 960-II (dieser hatte eine Multilink-II-Hinterachse) waren mit einer hinteren Starrachse ausgerüstet, die weniger wartungsaufwendig ist und durch ihre Spur- und Sturzkonstanz ein gutmütiges, aber nur bedingt dynamisches Fahrverhalten zeigt. Wegen des guten Rostschutzes und der robusten Motoren, machen sich im Alter am ehesten Probleme mit dem Fahrwerk bemerkbar. Häufig betroffen sind ausgeschlagene Spurstangenköpfe und verschlissene Lenkgetriebe.
Ebenso wie bei der Serie 700 hatte auch die Serie 900 einen Radstand von 2770 Millimetern. Die Außenlänge variiert je nach Ausführung zwischen 4844 und 4871 Millimetern. Zudem gab es die Ausführungen 960 Executive bzw. S90 Executive. Dabei handelt es sich um Limousinen mit verlängertem Radstand und einer Gesamtlänge von über 5 Metern. Ebenso existieren Sonderfahrzeuge auf Basis der 900er-Serie, z. B. Krankenwagen und Bestattungsfahrzeuge. Das Leergewicht liegt zwischen 1327 und 1710 Kilogramm. Die zulässige gebremste Anhängelast beträgt maximal 2,0 Tonnen. 
Durch das charakteristische Steilheck bietet das Platzangebot der Kombiversionen mit einem Ladevolumen bis zu 2200 Litern Werte, die von den meisten Wettbewerbern bis heute nicht erreicht werden. Aufgrund der Verwendung zahlreicher verzinkter Bleche für die Karosserie, der sehr guten Verarbeitung der Karosserie, umfangreicher Anwendung von Hohlraumkonservierung und Unterbodenschutz und zahlreichen Aluminiumkomponenten wie der Motorhaube beim 960 und der Heckklappe bei 945 und 965 sind die Fahrzeuge gut gegen Rost geschützt. In einer Analyse von 2014 wurde festgestellt, dass damals angebotene gebrauchte Volvo 940 im Durchschnitt eine Laufleistung von knapp 300 000 km aufweisen – dieser Wert wurde nur noch vom BMW 725 übertroffen, der jedoch besonders häufig als Dienstwagen genutzt wird.

### Passive Sicherheit

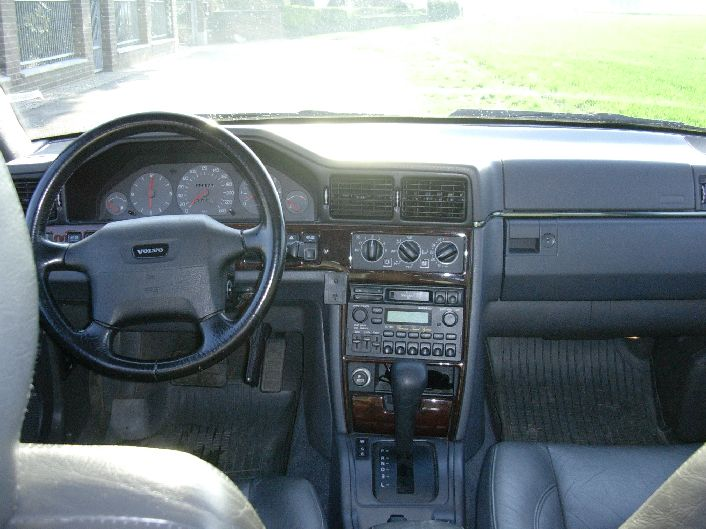
Innenraum des 960 ab Modelljahr 1995

Ab dem Modelljahr 1993 wurde zur Verbesserung der Sicherheit bei seitlichen Kollisionen zusätzlich zu den bereits vorhandenen Aufprallschutzrohren in allen vier Türen in sämtlichen Fahrzeugen der Serie 900 das sogenannte SIPS-System eingeführt. Dieses besteht aus speziellen Verstärkungen des Daches, der Bodengruppe, der B-Säulen und Querstreben in den Vordersitzen. Durch spezielle Polster in den Türen wird die Aufprallenergie an die Streben in den Sitzen geleitet, um so den Überlebensraum im Fahrzeug zu erhalten. In späteren Modelljahren wurden weitere Verstärkungen der B-Säule vorgenommen und zusätzlich Seitenairbags in den Sitzen eingeführt.

### Motoren
Die Motoren wurden größtenteils aus der 200er- und 700er-Serie übernommen und für die Serie 900 überarbeitet. Die Reihenvierzylinder galten im Vergleich zur Konkurrenz schon zu damaliger Zeit als veraltet. Sie weisen einen rauen Lauf auf und verbrauchen vergleichsweise viel Kraftstoff. Schon mit der Basismotorisierung lässt sich das Fahrzeug kaum unter 10 Litern pro 100 Kilometern bewegen, der Turbo überschreitet schnell 13 Liter. Der Grund dafür liegt unter anderem an der geringen Verdichtung. Da die Motoren relativ einfach und robust konstruiert wurden und sich bereits in den Vorgängermodellen bewiesen haben, liegen die Vorteile in der Zuverlässigkeit und Solidität. Die einfache Konstruktion ermöglicht es auch Hobbyschraubern größere Reparaturen selbst durchzuführen.
Speziell für den 960 entwickelt wurde der Benzin-Sechszylinder-Reihenmotor. Dieser löste den Euro-V6-PRV-Motor ab, der mit dem Volvo 264 vorgestellt worden war. Mit der Entwicklung des Motors war das Porsche-Entwicklungszentrum in Weissach beauftragt. Er bildete den Grundstein für ein Baukastensystem, aus dem auch die Benzin-Fünfzylinder-Reihenmotoren der Volvo 850, S/V/C70 und S80 hervorgingen (aber auch die Vierzylindermotoren z. B. in S/V40). Diese Motoren haben Einzelzündspulen, luftspaltisolierte Hosenrohre und eine 6-in-2-in-1-Abgasanlage. Zylinderkopf und -block wurden aus Aluminium hergestellt, wobei die in den Motorblock eingegossenen Zylinder aus Grauguss sind. Den 3.0i-Motor mit 150 kW/204 PS gab es nur in Kombination mit einem Vier-Stufen-Automatikgetriebe, die 132 kW-Version und den 2.5i-Motor auch mit manuellem Fünfganggetriebe.

## Motorvarianten

### Volvo 940
Vierzylinder-Reihenmotor (Benziner) (Aluminium-Querstromzylinderkopf; Grauguss-Block; eine obenliegende Nockenwelle angetrieben über Zahnriemen; 2 bzw. 4 Ventile pro Zylinder; alle mit geregeltem Drei-Wege-Katalysator)
- 2.0i (82 kW/112 PS); Bezeichnung: B200F
- 2.0i Turbo (114 kW/155 PS); Bezeichnung: B200FT, in Deutschland nicht offiziell angeboten
- 2.3i (85 kW/116 PS); Bezeichnung: B230F, in Deutschland nicht offiziell angeboten
- 2.3i (96 kW/131 PS); Bezeichnung: B230FB
- 2.3i Niederdruck-Turbo (99 kW/135 PS); Bezeichnung: B230FK
- 2.3i DOHC 16V (114 kW/155 PS); Bezeichnung: B234F
- 2.3i Turbo bzw. Turbolader mit Rückkühlung (121 kW/165 PS); Bezeichnung: B230FT

Sechszylinder-Reihenmotor (Diesel) (von VW; Aluminium-Gegenstromzylinderkopf mit indirekter Einspritzung; Grauguss-Block; eine obenliegende Nockenwelle über Zahnriemen; 2 Ventile pro Zylinder; später mit Oxidationskatalysator)
- 2.4 Freisaugend (60 kW/82 PS)
- 2.4 Turboaufgeladen (80 kW/109 PS)
- 2.4 Turboaufgeladen mit Ladeluftkühler (85 kW/115 PS) bis 1993
- 2.4 Turboaufgeladen mit Ladeluftkühler (90 kW/122 PS) ab 1992

### Volvo 960 I
Gebaut von August 1990 bis Juli 1994
Vierzylinder-Reihenmotor (Benziner) (Alu-Kopf; Grauguss-Block; eine obenliegende Nockenwelle über Zahnriemen; 2 bzw. 4 Ventile pro Zylinder; alle mit geregeltem Drei-Wege-Katalysator)
- 2.0i Turbo DOHC 16V (140 kW/190 PS), in Deutschland nicht offiziell angeboten
- 2.3i Turbo (115 kW/156 PS)

Sechszylinder-Reihenmotor (Benzin) (Alu-Kopf; Alu-Block: zwei obenliegende Nockenwellen über Zahnriemen; 4 Ventile pro Zylinder; geregelter Drei-Wege-Katalysator)
- 3.0i (150 kW/204 PS)

Sechszylinder-Reihenmotor("Weißblock")
Entwickelt in Zusammenarbeit mit Porsche.
(Benzin) (Alu-Kopf; Alu-Block: zwei obenliegende Nockenwellen über Zahnriemen; 4 Ventile pro Zylinder; geregelter Drei-Wege-Katalysator)
- 2.4 Turboaufgeladen mit Rückkühlung (90 kW/122 PS)

### Volvo 960 II
Gebaut von Juli 1994 bis November 1996, für Deutschland
Sechszylinder-Reihenmotor (Benzin) (Alu-Kopf; Alu-Block: zwei obenliegende Nockenwellen über Zahnriemen; 4 Ventile pro Zylinder; geregelter Drei-Wege-Katalysator)
- 2.5i (121 kW/170 PS)
- 3.0i (150 kW/204 PS)

### Volvo S90/V90
Gebaut von November 1996 bis April 1998, für Deutschland
Sechszylinder-Reihenmotor (Benzin) (Alu-Kopf; Alu-Block: zwei obenliegende Nockenwellen über Zahnriemen; 4 Ventile pro Zylinder; geregelter Drei-Wege-Katalysator)
- 3.0i (132 kW/180 PS)
- 3.0i (150 kW/204 PS)

## Produktionseinstellung und Nachfolger
Insgesamt wurden rund 670.000 Fahrzeuge der 900er-Reihe gebaut, davon etwa 390.000 Limousinen und knapp 280.000 Kombis. In geringer Stückzahl wurde von Volvo ergänzend der 960 Pullman/S90 Pullman als Repräsentationsfahrzeug produziert.
Basierend auf den Volvo S90, baute Volvo 15 cm verlängerte Versionen. Diese wurden dann als Volvo S90 Executive Royale vermarktet und verkauft. Insgesamt gab es drei Typen. Level I, II und die luxuriöseste Level III. Letztere bot den Fahrgästen einzeln verstellbare Sitze, Getränkekühler, einzeln steuerbare Klimatisierung und Regelung der Soundanlage mittels Fernbedienung. All diese Versionen waren mit extra Holz um das Armaturenbrett und Schriftzügen versehen.
Während die 940-Limousine bereits vor der Produktionseinstellung vom deutschen Markt genommen wurde, war der Kombi bis zum Ende der Bauzeit der Baureihe erhältlich. Mit der Einstellung der Produktion der 900er-Serie im Frühjahr 1998 endete bei Volvo zugleich das Zeitalter des Hinterradantriebs. Nachfolger wurde der Volvo S80.